# Narodni sportovi u Turskoj
Narodni sportovi u Turskoj su aktivnosti koje objedinjuju zabavu i pokazuju fizičku snagu i kondiciju. Ako izuzmemo direktne učesnike koji se fizički pripremaju za ove aktivnosti, većina članova zajednice predstavlja publiku. Sportovi u kojima učestvuju životinje i sportovi u kojima je presudna snaga predstavljaju narodne sportove.

## Sportovi u kojima učestvuju životinje
U turskoj kulturi određene životinje odavno su imale važnu ulogu u životu i opstanku zajednice. To se odrazilo na tradiciju sportova sa učešćem životinja.

### Trke konja (At Yarışlar)
Kada se u srednjoj Aziji živelo u zajedicama, konji su zauzimali posebno mesto u svakodnevnom životu, u ratovima koji su ođeni, kao i u seobama koje su usledile. Konj se smatrao takoreći članom porodice, a još se smatra i svetom životinjom. Ljubav prema konjima u turskoj kulturi održala se i do dan danas. Zanimljivo je gledište nekih naučnika da su prvi konji pripitomljeni u oblasti reke Amu Darja (Amuderya) i Sir Darja (Sirderya) u centralnoj Aziji, i da su to prvi učinili turkijski narodi u svojoj postojbini. To objašnjava poseban odnos Turaka prema konjima. Zato su trke konja veoma popularne kako u savremenoj urbanoj formi, tako i u seoskim sredinama gde se najčešće održavaju prilikom religionalnih svečanosti, festivala, raznih proslava i slično. Održavaju se u celoj zemlji, veoma su posećene, predstavljaju jedan od važnijih oblika narodne zabave i imaju tradicionalan karakter. Pobedniku ide predviđena nagrada. 

### Džirit (Cirit)
Džirit je igra koju su turska plemena donela u Anadoliju seleći se iz centralne Azije. To je bila ratnička veština u kojoj se vežbalo što preciznije gađanje protivnika kopljem. Cilj ove igre je da se jašući na konju  pogodi protivnik kopljem dužine oko pet metara po kojem je igra i dobila naziv. Za vreme vladavine Mahmuda II (1826.godine) došlo je do zabrane igre zbog povrede konjanika sa smrtnim ishodom. Međutim, nakon kraćeg vremena je počela ponovo da se praktikuje i održala se do danas. Sada je to kolektivna igra sa strogim pravilima, sa po sedam igrača u svakom timu i sudijom koji beleži bodovanje i vodi igru. Da bi izbegli protivnikov pogodak, takmičari različite pokrete i aktobatske figure dok jašu. Danas u ovom sportu nije cilj povrediti protivnika, ali povrede se ipak desavaju. Takmičar čiji je konj pogodnjen, mora da napusti igru. U situaciji kada se takmičar približi protivniku na nekoliko metara i dođe u poziciju da ga neizbežno pogodi, on iz moralnih razloga podigne koplje kao da će ga baciti, ali to ipak ne uradi. Ovim potezom koji se zove ,,oproštaj” (bağışlama) igrač dobija poen. Pobeđuje tim koji sakupi veći broj pogodaka. Za vreme svadbe, praznika i različitih proslava, džirit je neizbežna igra koju moze da prati muzika, odnosno zurna i davul. Ova junačka igra je popularna u većem delu Turske, ali se ističu gradovi kao što su Ušak, Sivas, Malatija, Erzurum, Kajseri, Konija, Sinop, Gazi Antep, Bursa, Antalija i drugi. Danas postoje klubovi i u kojima i žene igraju igru svojih predaka, džirit. 

### Rvanje kamila (Deve Güreşi)
Smatra se da se kamila počela koristiti u Anadoliji 300.godine pre nove ere, kao i to da je jedna od najkasnije pripitomljenih životinja na Arabijskom poluostrvu. Zna se da su je Gok Turci ( Gök Türkler) smatrali svetom životinjom. U „Priči o Bagač-hanu, sinu Dirsehana“ (Boğaç Han hikayesi) govori se o borbi kamila koje su se organizovale jednom u leto i jednom u jesen. Kamile su najviše koristila nomadska turkmenska, odnosno juručka plemena (Yörük) koja su naselila Anadoliju, pa se i same borbe kamila vezuju za njihovu kulturu. Kamile tulu (tülü) spadaju u najčešće korišćene kamile za borbu koje su nastale ukrštanjem dvogrbe kamile buhur (buhur) i ženke jednogrbe kamile joz (yoz), ali se bore isključivo mužjaci. Oni se preko godine posebno hrane i pripremaju za period borbe kada treba da se bore za ženku. Borba kamila se održava tokom zimskih meseci. Ovi događaji predstavljaju pravo narodno veselje na kojem se okuplja veliki broj gledalaca. Dan pre početka borbe vlasnici ih ukrašavaju ručno tkanim prostirkama, trakama i đinđuvama jarkih boja i nakon toga ih ponosno pokazuju publici gradskih ulica uz zvuke zurne i davula. Te večeri se organizuje veče tepiha (halı gecesi) odnosno prodaja ručno izrađenih tepiha, gde prikupljen novac od prodaje ide u fond za pomoć održavanja ovih festivala i za uzgoj kamila. Dan se završava uz narodne pesme, kao i igre uz muziku i bogata posluženja. Sutradan uz publiku počinju borbe za megdan. Ove kamile se, kao i rvači nazivaju pelivanima (pehlivan). U zavisnosti od starosti kamila, borbe se održavaju u četiri kategorije. Pre samog početka igraju se narodne igre zejbek uz roštilj. Saravani (sarvan), odnosno ljudi koji neguju kamile dovode ih na megdan. Da bi se mužjaci podstakli na borbu, dovodi se jedna ženka. Da ne bi povredili jedni druge, mužjacima su gubice vezane đemom. Jednom u toku dana u trajanju od 10 do 15 minuta, svaka kamila ima pravo jednom da se rva da se ne bi iscrpila. Kada jedan mužjak padne na leđa, pobegne ili padne, borba se završava. Borbom rukovodi glavni sudija na terenu, i više drugih sudija van terena. Mužjak koji pobedi biva ukrašen tepihom prodatim u večeri tepiha i pozdravlja publiku počasnim krugom koji obiđe sa svojim vlasnikom. Iako se uvek blagonaklono  gledalo na borbe kamila, ova tradicija je sačuvana do danas i to u Egejskoj obali u gradovima Selčuk, Izmir, Manisa, Ajdin, Mugla, Denizli, u oblasti Mramornog mora ( gradovi Balikesir, Čanak Kale) i oblasti Sredozemnog mora (gradovi Burdur, Isparta, Antalija).

## Sportovi u kojima se iskazuje fizička snaga
Želja za odmeravanjem fizičke veštine i snage prisutna je i u turskoj tradiciji.

### Rvanje u ulju ( Yağlı Güreş)
Pored modernog rvanja, ovaj sport se u tradiciji zadržao u obliku rvanja u ulju, formi sprecifičnoj za tursku narodnu tradiciju. U ovoj narodnoj disciplini rvači su obučeni samo u kožne pantalone ( kıspet) dok im je telo potpuno namazano uljem. Ovaj sport zahteva izuzetnu fizičku snagu i kondiciju zbog teškoće obuhvatanja protivnika. Za rvača se koristi naziv pelivan (pehlivan). Rvačke borbe prati narodna muzika koju izvode svirači davula i zurne. Najpoznatije je takmičenje u mestu Kirkpinar (Kırkpinar) blizu Jedrena, koje se održava krajem juna ili početkom jula tokom lokalnog festivala svake godine.Ovaj festival se od 2010.godine nalazi u Uneskovoj listi nematerijalne baštine.

### Obaranje ruku (Kol Güreşi)
Obaranje ruku je veoma popularna aktivnost u kojoj se sigurno svako, makar jednom, oprobao. Ovaj sport se igra tako što protivnici jedan drugog obuhvate za ruku, s tim da se dlanovi dotiču, zglob palca treba da se vidi, a ruke moraju biti izjednačene. Zatim se odmerava snaga, a pobeđuje onaj koji ruku protivnika uspe da obori na podlogu. U narodu je ova vrsta sporta veoma omiljena.

### Obaranje noge (Ayak Güreşi)
Iako nije toliko poznata kao obaranje ruku, ova igra se često igra među pripadnicima zajednice. Oba igrača legnu na leđa, odnosno na pod, uhvate se međusobno rukama ispod pazuha kako bi učvrstili svoju poziciju na zemlji i obezbedili oslonac, zatim podignu nogu koja je bliža protivniku i snagom stopala pokušaju da zahvate i prevrnu protivnika koji je tada prinuđen da izvede kolut u nazad. Ova igra je najpopularnija u istočnoj i jugoistočnoj Anadoliji.

## Spoljašnje veze
- Youtube
- Dünya Etnospor Konfederasyonu
- Youtube
- Youtube
- Mavi ve Edebıyat
- Youtube
- Youtube
- Youtube
- Youtube
- Youtube